# Tellermine 35
Tellermine 35 (T.Mi.35) var en tysk metalindfattet panserværnsmine, som i vidt omfang blev anvendt under 2. Verdenskrig. Minen er lavet af pladestål og trykpladen øverst på minen er svagt buet med en central udløserbrønd. To sekundære udløserbrønde sidder på siden og bunden af minen, så der kan monteres udløsere, der udløses hvis nogen piller ved minen. 
Til brug på strande og under vand kunne minen placeres inden i en lomme af keramik eller beton, som fungerede som et vandtæt hylster. 
En senere variant af minen – T.Mi.35 (S) – blev lavet med en ribber på hus og udløser, som forhindrede sand oven på minen i at blæse væk, når den blev brugt under ørkenforhold. 
Minen udløstes ved et tryk på 180 kg i midten af minen eller 90 kg ved kanten. Herved blev trykpladen deformeret, en fjeder blev presset sammen og overskar en modhage til en hammer, som slog på en detonater der udløste en booster ladning og hovedladningen. 

## Specifikationer
- Højde: 76 mm
- Diameter: 318 mm
- Vægt: 9,1 kg
- Indhold af eksplosiver: 5,5 kg TNT
- Udløservægt: 90 til 180 kg